# École généraliste
 (juin 2021).
Une école généraliste est un établissement d'enseignement supérieur dont l'offre de formation s'étend sur plusieurs domaines différents. Le terme s'oppose à celui d'école spécialisée.
Le qualificatif est souvent utilisé pour qualifier une école d'ingénieurs, qui peut proposer des formations dans plusieurs disciplines scientifiques disjointes en parallèle : par exemple, l'électronique, l'informatique, le génie civil, le génie mécanique, la biologie. Un élève d'une école d'ingénieurs généraliste peut ou doit y choisir un domaine de spécialisation.
La notion d'école généraliste ne doit donc pas être confondue avec celle d'ingénieur généraliste parfois utilisée par certains établissements, qui désignerait un ingénieur non-spécialiste d'un domaine en particulier, disposant d'un socle de connaissances de base dans plusieurs domaines à la fois.
En France, le terme généraliste n'est pas un terme protégé par l’État, il peut donc être utilisé sans conditions légales, à la différence du titre d'ingénieur qui ne peut être délivré que par des écoles accréditées par la Commission des titres d'ingénieur.

## Exemples d'écoles d'ingénieurs généralistes
Les écoles suivantes peuvent être qualifiées de généralistes, car disposant d'une offre de formation couvrant un éventail de disciplines distinctes. Certaines sont historiquement des écoles spécialisées dans un domaine (et conservant à ce titre une expertise et une histoire), mais ayant progressivement élargi leur panel de formation à d'autres disciplines.
- l'École nationale supérieure des mines de Paris : historiquement spécialiste des sciences de la Terre, son expertise s'est étendue à la mécanique, l'énergie, la robotique, les mathématiques[3]
- l’École nationale des ponts et chaussées : historiquement spécialiste du génie civil, son expertise s'est étendue à la mécanique, l'urbanisme et les transports, l'économie et la finance, les mathématiques, l'informatique et le génie industriel[4]
- l'École nationale supérieure de techniques avancées (ENSTA) : historiquement spécialiste de la marine et de l'armement, son expertise s'est étendue à la mécanique, les mathématiques, l'informatique[5]
- CentraleSupélec : issue de la fusion de Centrale Paris, école généraliste et de Supélec historiquement spécialiste de l'électricité dont l'expertise s'était étendue à l'électronique, l'informatique, l'optique, la physique.
- Télécom Paris : historiquement spécialiste de la télégraphie, son expertise s'est étendue à la physique, l'informatique, les mathématiques, l'économie[6]

Les écoles suivantes peuvent être qualifiées de spécialisées. Les disciplines citées sont très vastes et peuvent comprendre des sous-disciplines formant des parcours de formation néanmoins très différents.
- Institut d'optique Graduate School (Supoptique) dispose historiquement d'une expertise en optique
- l'École nationale de la statistique et de l'administration économique (ENSAE) dispose historiquement d'une expertise en statistique et en économie
- Institut des sciences et industries du vivant et de l'environnement (AgroParisTech) dispose historiquement d'une expertise en agronomie
- l'École supérieure de physique et de chimie industrielles de la ville de Paris (ESPCI) et l'École nationale supérieure de chimie de Paris (Chimie ParisTech) disposent historiquement d'une expertise en chimie